# 可読性
可読性（かどくせい、英: readability）とは、読み取れる性質、読み取れる度合などを表す言葉。分野により、以下に説明するような意味を持つ。

## 自然科学
自然科学における可読性とは、何らかの測定機器や器具の出力をどれだけ読み取れるかを表す用語である。例えば、可読性が 1mg の秤は、0mg、1mg、2mg という単位でしか重さを表示できないため、0.6mg から 1.4mg までの重さの違いを表示できない。同様に、可読性が 0.1mg の秤は 0.06mg から 0.14mg までの重さの違いを表示できない。

## 文章
文章の可読性とは読みやすさに他ならない。読みやすい文章は、理解や記憶が容易で読む速度が速く、しかも連続して長く読み続けられることが、研究で示されている。
読みやすさとは、文章と読者の相互作用の結果である。読者において読みやすさに影響することとして (1)事前の知識、(2)読むスキル、(3)興味、(4)動機、が挙げられる。文章においては (1)内容、(2)文体、(3)デザイン、(4)構造、が影響する。デザインには、媒体のレイアウト、イラスト、書体や色などが含まれる。
言語の専門家によれば、可読性は式によって生成される得点で表される。その式は、文章を読者の読解レベルに合わせるためによく使われる。可読性の式は一般に100%の正確さは持たないが、ある文章を読むのに必要とされる読解スキルをそれなりに推定するのに役立つ。可読性の式は世界中の様々な言語で数百万の読者の役に立っている。その数式に問題があるとすれば、それが十分に活用されていない点である。
出版では、可読性の式以外にも文章のレベルを判定する方法を使っている。例えば単語頻度リストがある。単語の出現頻度は読みやすさと密接に関連している。また、経験に基づいた主観的評価も重要な手段である。
1930年代以降、アメリカ合衆国でのリテラシー調査によると、アメリカの平均的な成人は中学2年レベルの読解力である。教育レベルと読解力のレベルは必ずしも一致しない。高校を卒業した人でも、中学2年レベルの読解力であることが多く、大学卒業者でも高校1年レベルが多いとされる。実際、読者にわずかな形式的教育を施すだけで、読解力を大幅に改善できることが示されている。
今日、アメリカでのベストセラー作家のほとんどが、中学1年レベルに合わせて文章を書いている。例えば、ジョン・グリシャム、ダン・ブラウンなどである。専門家は、法律や医療に関する情報を中学1年レベルに合わせて書くことを推奨している。医療や安全に関する情報を小学5年レベルで書くことを求めている法律も多い。あるレベルの読者を想定して書く場合、自身もそのレベルでないと非常に困難を伴う。方法を知り、訓練し、経験を積む必要がある。ジャック・バーザンは「簡単な英語は誰の母国語でもない」と書いている。
可読性の評価は、可読性調査を行ったり、その結果の分析に基づいた可読性判定の利用でなされる。作家、編集者、出版者は、経験や想定される読者像に基づいて可読性の判定を直観的に行うことが多い。例えば、アメリカでの英語の教科書は、ページの20%が空白であるとき最も可読性が高いとされている。
再可読性とは、既に読んだことのある文章を後で読み返す傾向の度合である。これは読者に大きく依存している判定基準と考えられる。例えば、ロバート・A・ハインラインの作品は再可読性が高いとする読者が多く、そのため再版を重ねている。

## プログラミング
コンピュータ・プログラミングにおける可読性（readability）とは、プログラムのソースコードを人間が読んだときの、その目的や処理の流れの理解しやすさを指している。ソースコードを保守するのは人間であるため、その可読性は重要である（ただし、未熟なプログラマが、よく使われるイディオムによる簡潔なコードを「可読性の低いコード」と見なしてしまうことがあり、読む人間のスキルもまた重要である）。コメントも可読性に影響し、適切なコメントは可読性を向上するし、誤ったコメントが放置されていれば誤読のおそれが高くなる。可読性の低いコードは、バグを生みやすく、重複コードによる非効率を生みやすい。
コーディングスタイルの規則の大部分はコードの意味には何ら関係なく、主に可読性に関するものである。例えば以下のようなものである。
- 字下げスタイルの違い
  - なお、インデントがコードの意味に直接関係する言語もある（例：Python）。
- コメント
- 問題の分割の仕方
- 各種オブジェクトの命名規則（変数名、クラス名、手続き名など）

## 機械可読
人間に対する可読性だけではなく、機械可読（machine readable）・〜可読性（〜 readability）という概念もある。機械可読目録の記事などを参照のこと。

## タイポグラフィ
字の大きさ、行間、カラム幅、紙面と文字の色とコントラストなどをうまく調整することで読みやすさが向上する。